# Bandeira da Serra Leoa
A bandeira nacional da Serra Leoa foi hasteada oficialmente a 27 de Abril de 1961. A bandeira é uma tricolor de verde, branco e azul. O verde representa a agricultura, as montanhas e os recursos naturais. O azul é o símbolo da esperança de que o porto natural de Freetown venha a contribuir para a paz no mundo. O branco representa a unidade e a justiça.